# Hochbunker Pallasstraße

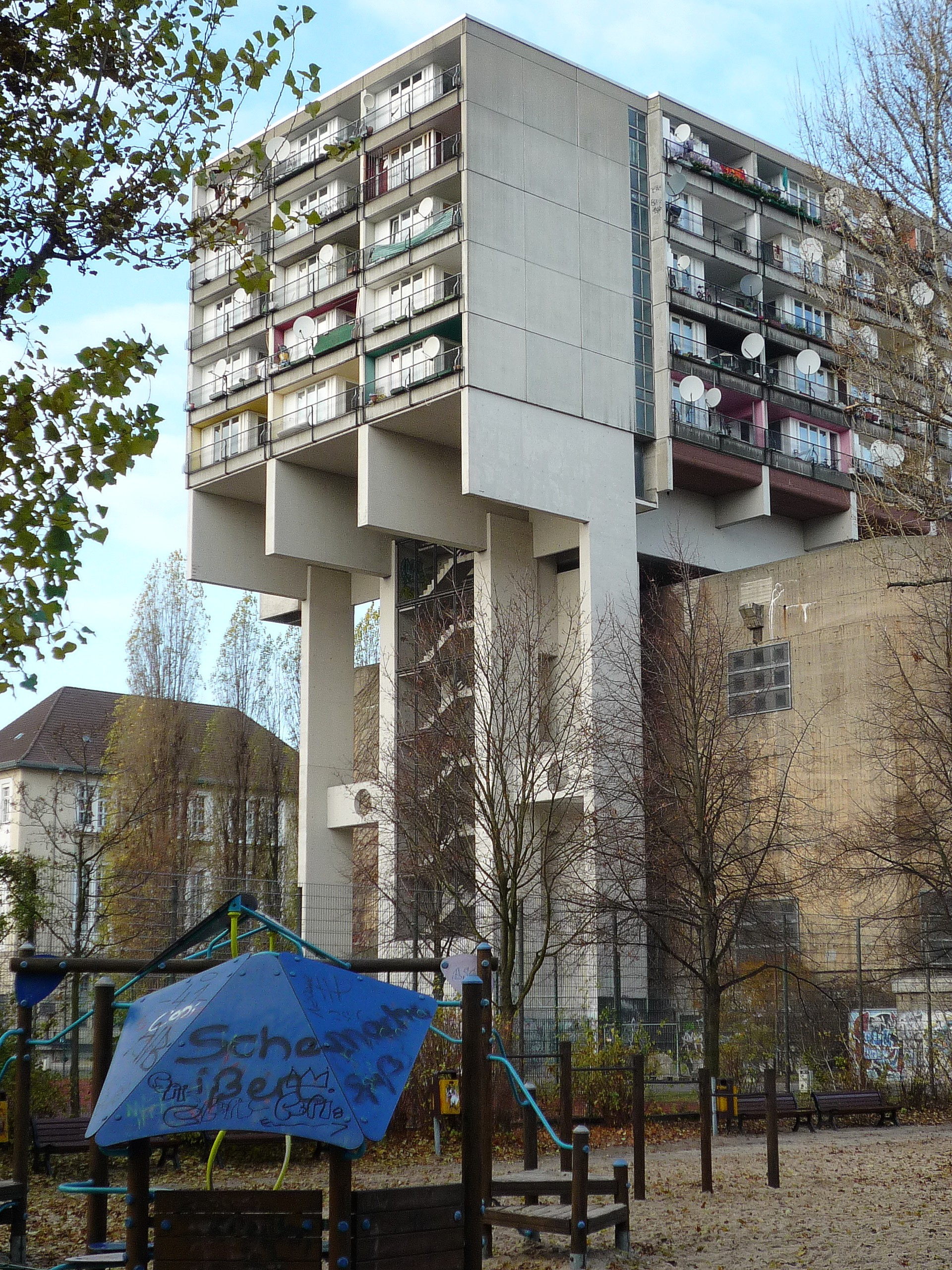
Hochbunker mit Pallasseum, Blick vom Kleistpark

Der Hochbunker Pallasstraße, auch als Sportpalast-Bunker bezeichnet, ist ein viergeschossiger Hochbunker in der Pallasstraße im Berliner Ortsteil Schöneberg, dessen Rohbau im Zweiten Weltkrieg fertiggestellt wurde. Er war nach Endausbau und Modernisierung in den 1980er Jahren bis 2010 als Zivilschutzanlage nutzbar und wurde als Lager für Notstandsware genutzt. Seit Mai 2002 wird der Bunker durch den Leistungskurs Geschichte der benachbarten Sophie-Scholl-Schule als „Ort der Erinnerung“, vom Kunstamt Tempelhof-Schöneberg und vom Verein Berliner Unterwelten als Veranstaltungsort genutzt; der Verein kümmert sich im Auftrag des Berliner Senats um die Wartung des Gebäudes. Die Entwidmung als Zivilschutzanlage wurde 2010 durchgeführt, seit 2011 steht er unter Denkmalschutz.
Das Gebäude liegt unweit der Potsdamer Straße und ist mit einem Flügel des auch als „Sozialpalast“ bekannten Pallasseums überbaut.

## Geschichte

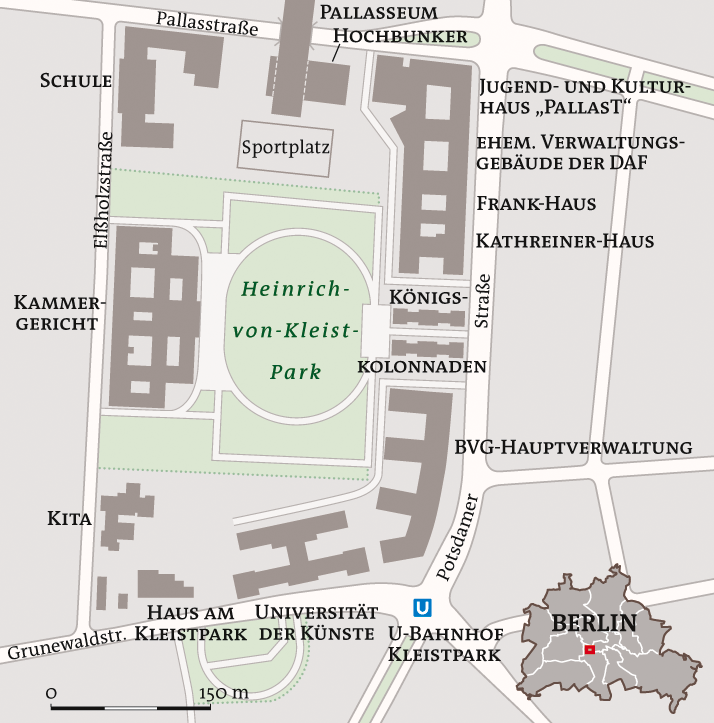
Der Hochbunker Pallasstraße nördlich des Kleistparks

Der Bunker unweit des Berliner Sportpalastes wurde 1943–1945 von Zwangsarbeitern errichtet, die überwiegend aus den von der Wehrmacht besetzten Gebieten der Sowjetunion stammten. Er wurde nur im Rohbau fertiggestellt und sollte zum Fernmeldebunker mit Telefon- und Fernschreibvermittlung für das in der nahegelegenen Winterfeldtstraße gelegene Fernamt Berlin (ab 1958 Fernmeldeamt 1) der Reichspost ausgebaut werden. Die Zwangsarbeiter waren, teilweise mitsamt ihren Familien, im angrenzenden Gebäudekomplex des Augusta-Gymnasiums untergebracht, in dem sich heute die Sophie-Scholl-Oberschule befindet.
In den Jahren 1945 und 1946 gab es einige Sprengversuche durch Soldaten der U.S. Army, die allerdings keine ernsthaften Schäden an dem Gebäude verursachten. Größere Sprengarbeiten hätten zu starke Schäden in der Bebauung der Umgebung verursacht. Die Außenwände des Gebäudes, insbesondere die Seite zur Potsdamer Straße, wurden seit den 1970er Jahren mehrfach mit Graffiti und Wandbildern versehen.
Der Bunker wurde mit dem auf Stelzen stehenden Teil des Pallasseums (früher: Wohnen am Kleistpark) überbaut. Auf Wunsch der Westalliierten, die bis 1990 im angrenzenden Gebäude des Alliierten Kontrollrats (heute: Kammergericht) residierten, wurde der Bunker von 1986 bis 1989 ausgebaut. Neben vier Eingangsschleusen gab es nun in allen fünf Etagen jeweils zwei Räume mit den Abmessungen von 35 m × 7 m und einem Raum von 41 m × 7 m. Mit einer Kapazität von 4809 Schutzplätzen war der Bunker die größte Zivilschutzanlage in Berlin.
Der Bunker war einer der Drehorte des 1987 entstandenen Films Der Himmel über Berlin von Wim Wenders.
Das ehemalige Plattenlabel Aggro Berlin produzierte 2002 das Video zum Sampler Aggro Ansage Nr. 2 (2002). Im Video zu Aggro Teil 2 wird ein Luftangriff auf Berlin dargestellt. Sido, Bushido, B-Tight und weitere Personen befinden sich im weiteren Verlauf in dem Hochbunker.
Im Jahr 2009 fand im Bunker eine vom Kunstamt Tempelhof-Schöneberg veranstaltete Ausstellung einer Installation von Lilli Engel und Raffael Rheinsberg statt. Ergänzt wurde die Ausstellung durch eine Dokumentation zur Geschichte des Hochbunkers.

## Gedenktafeln am Hochbunker

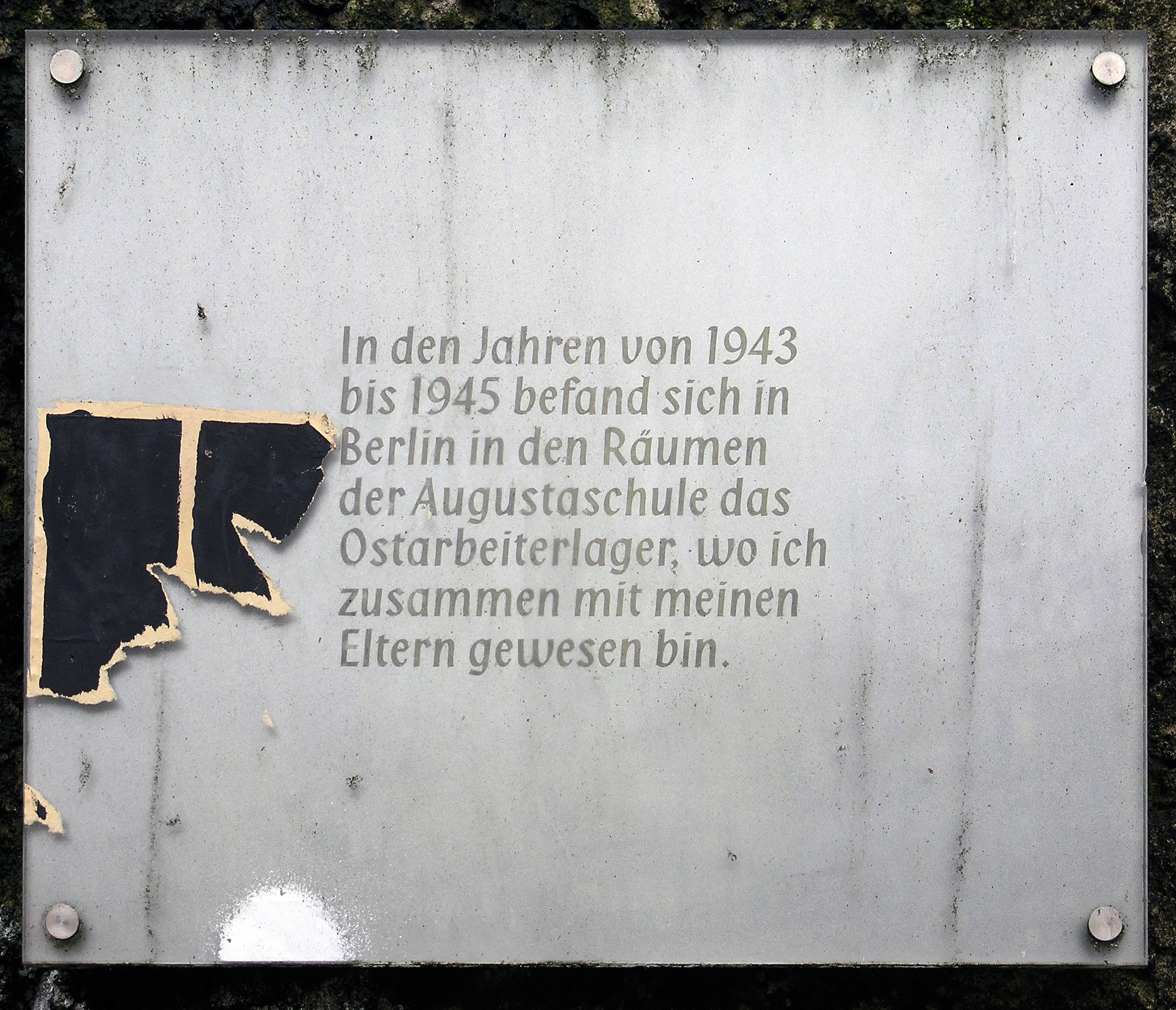
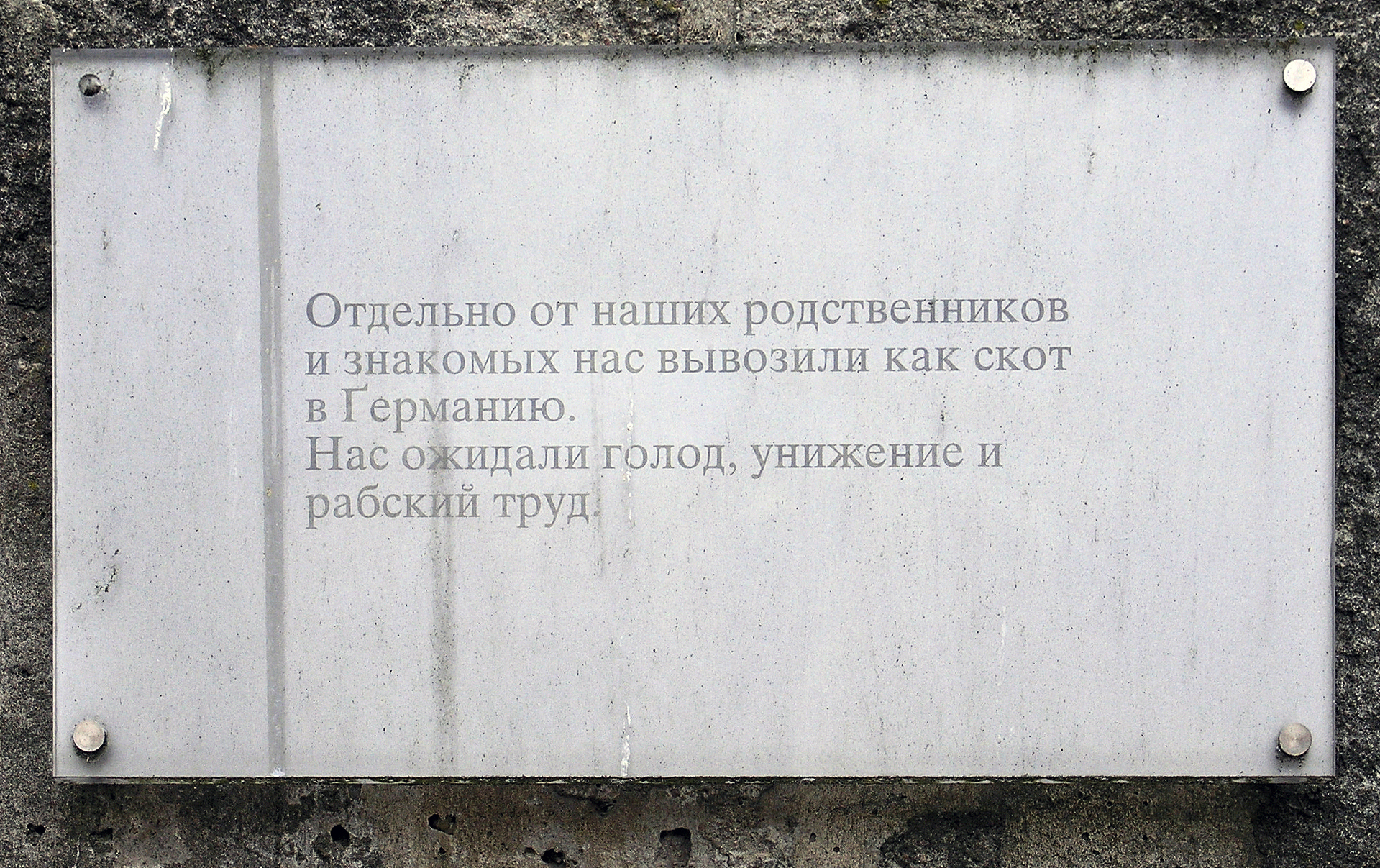
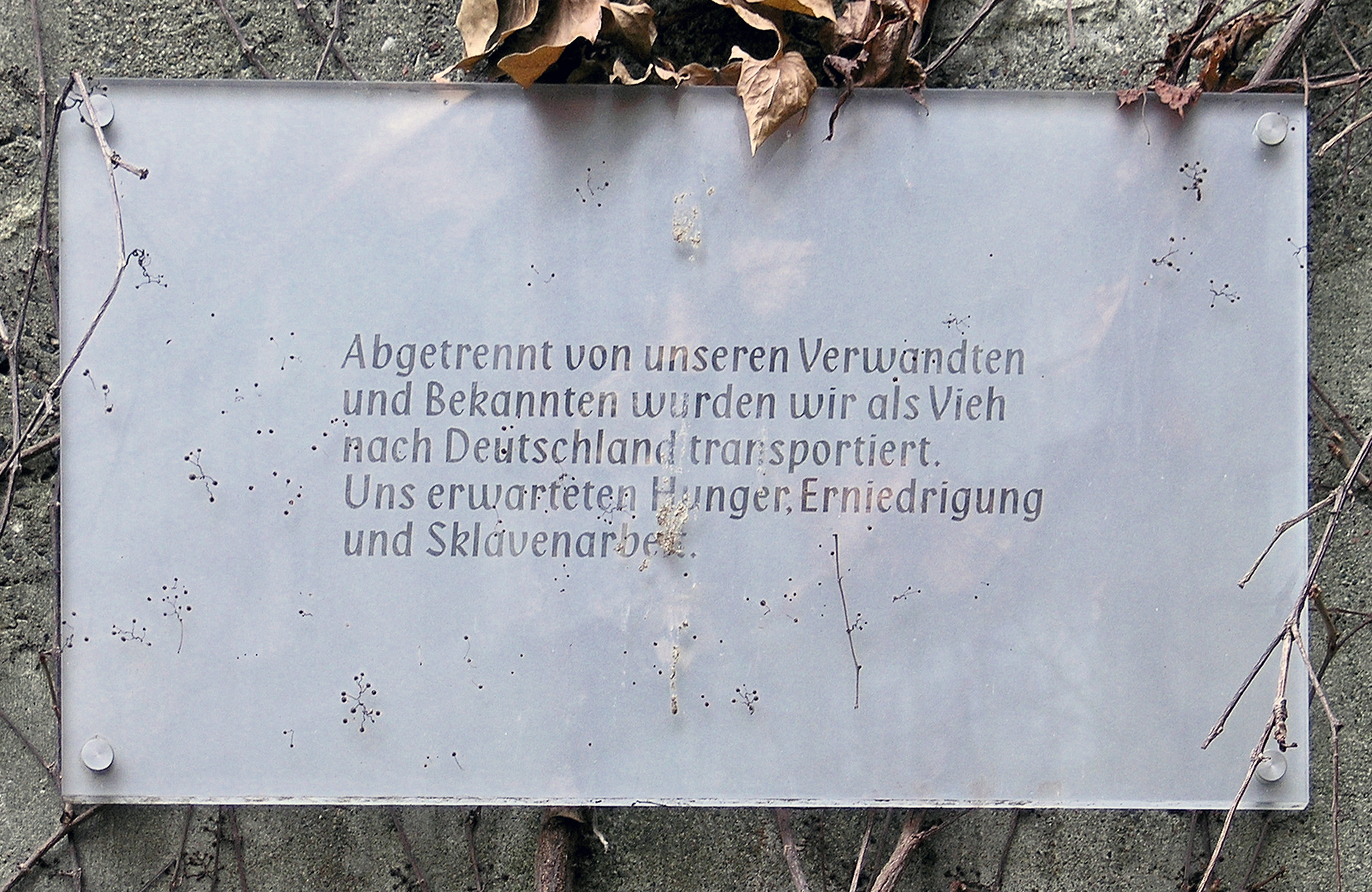
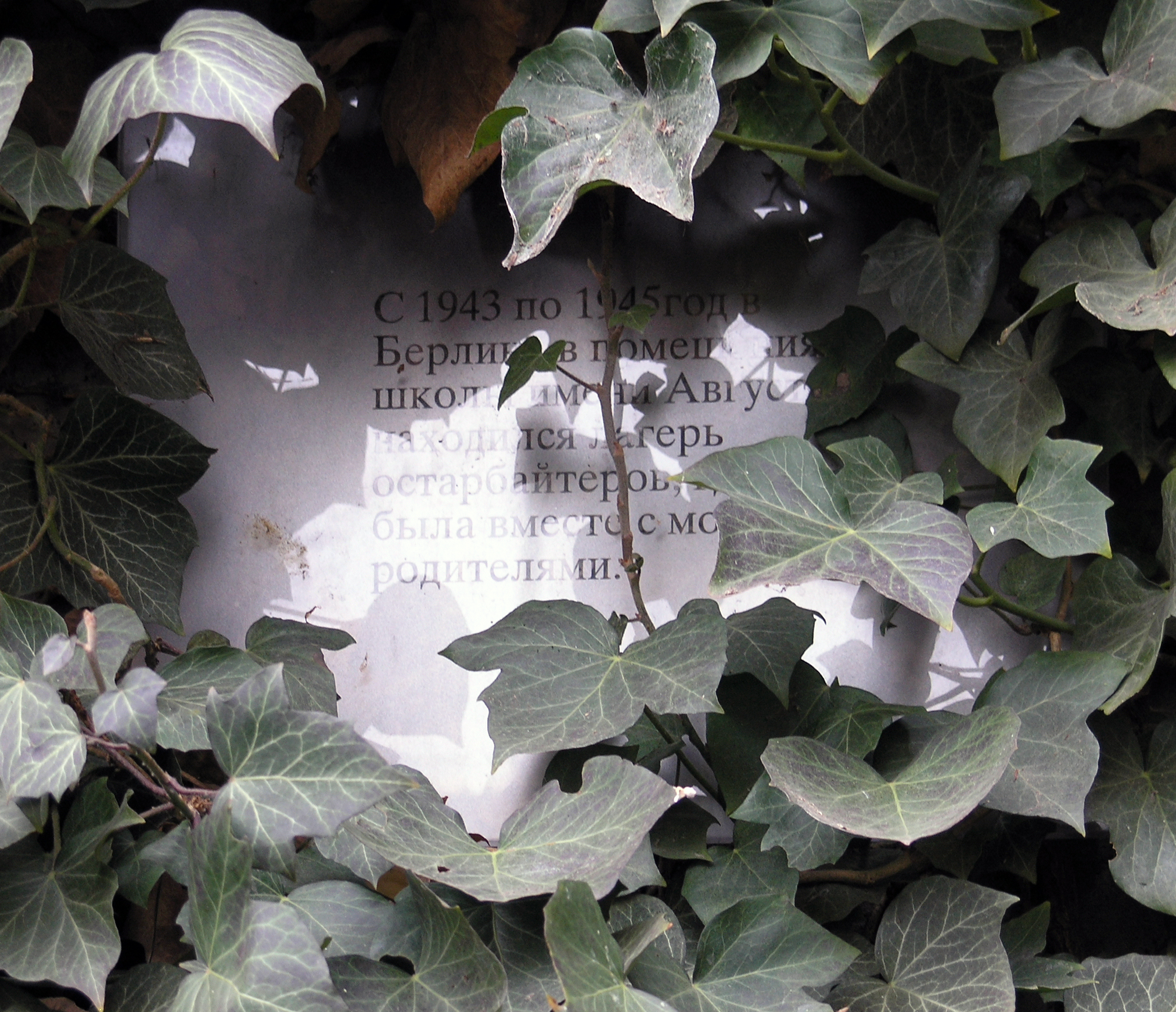
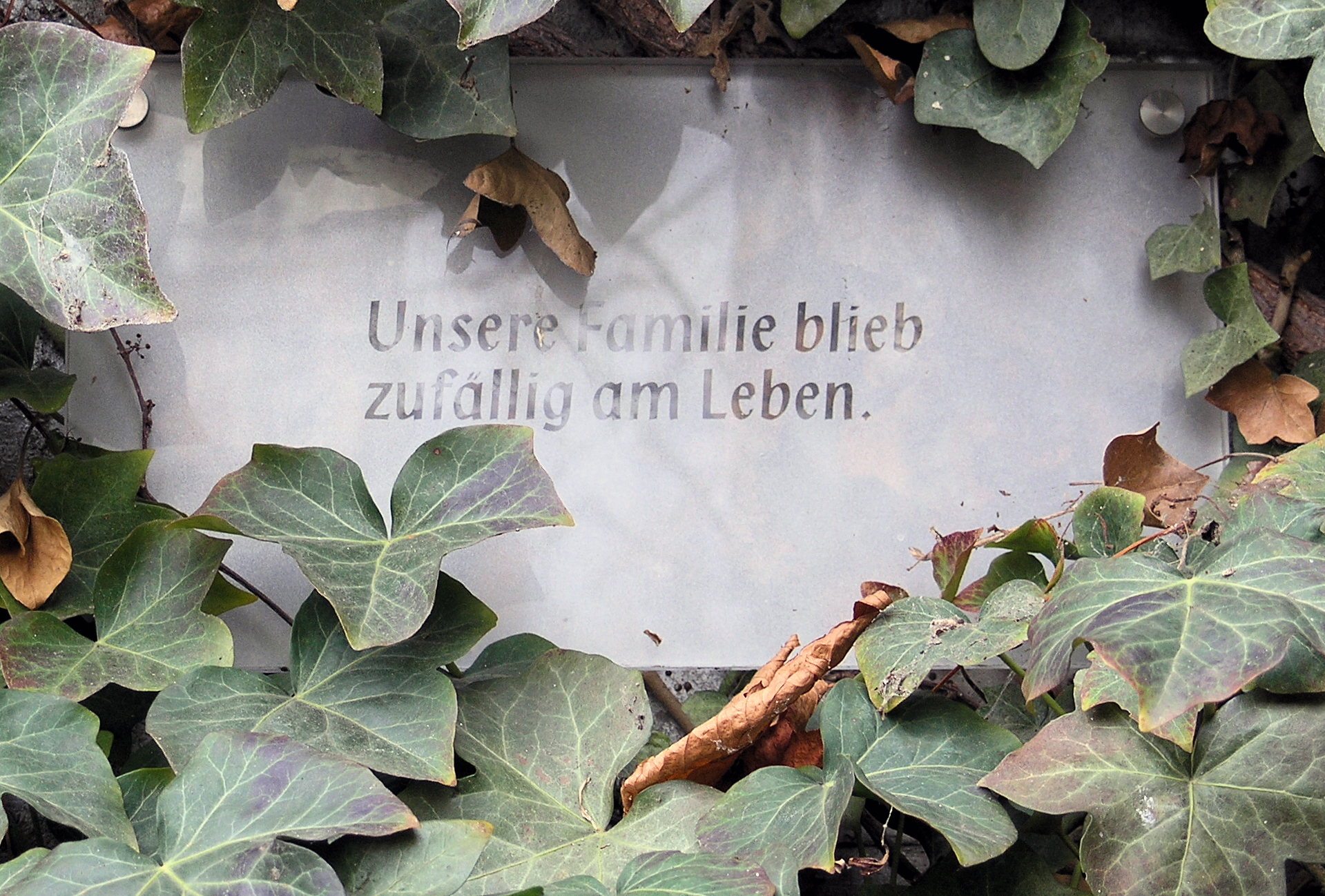
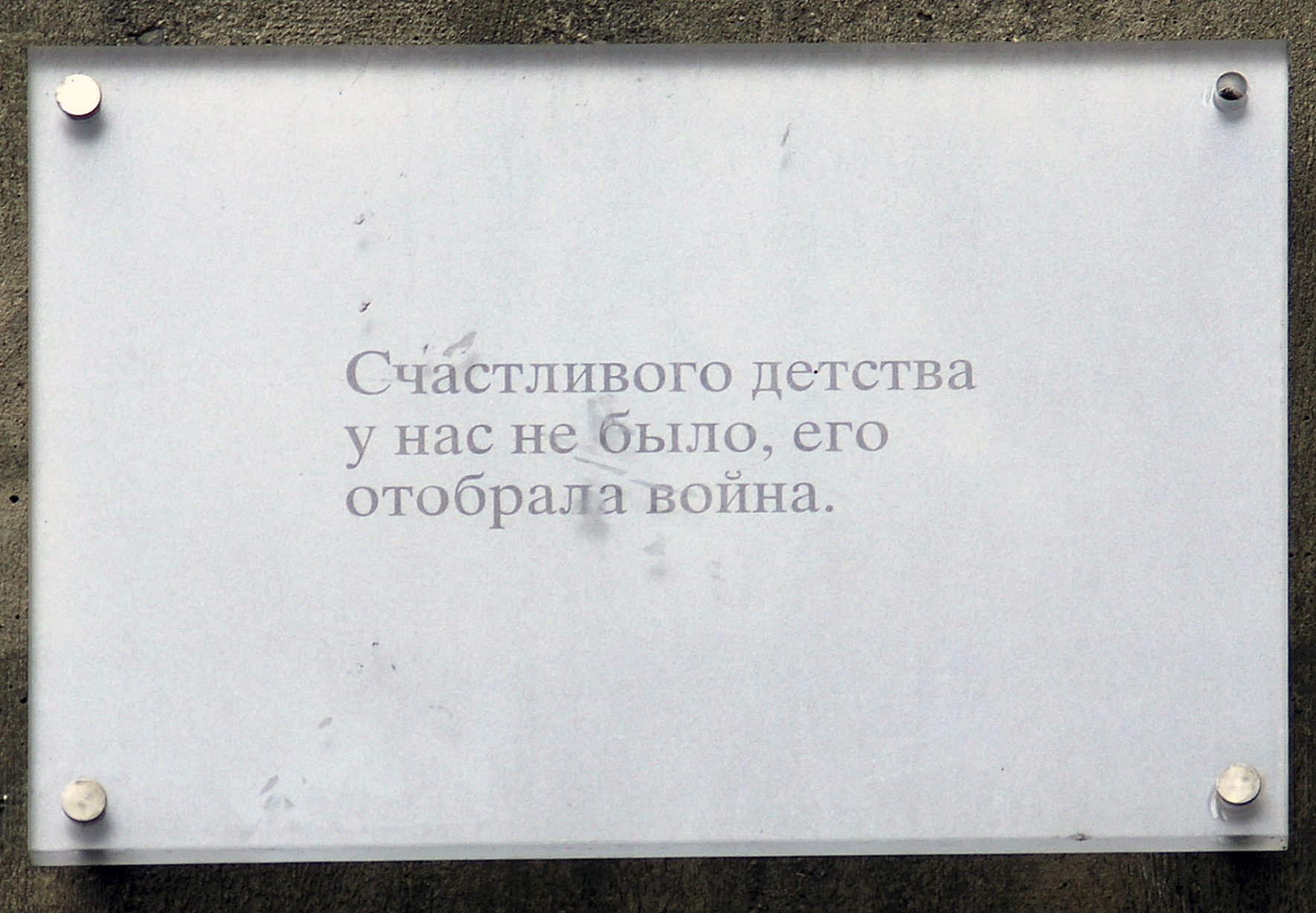
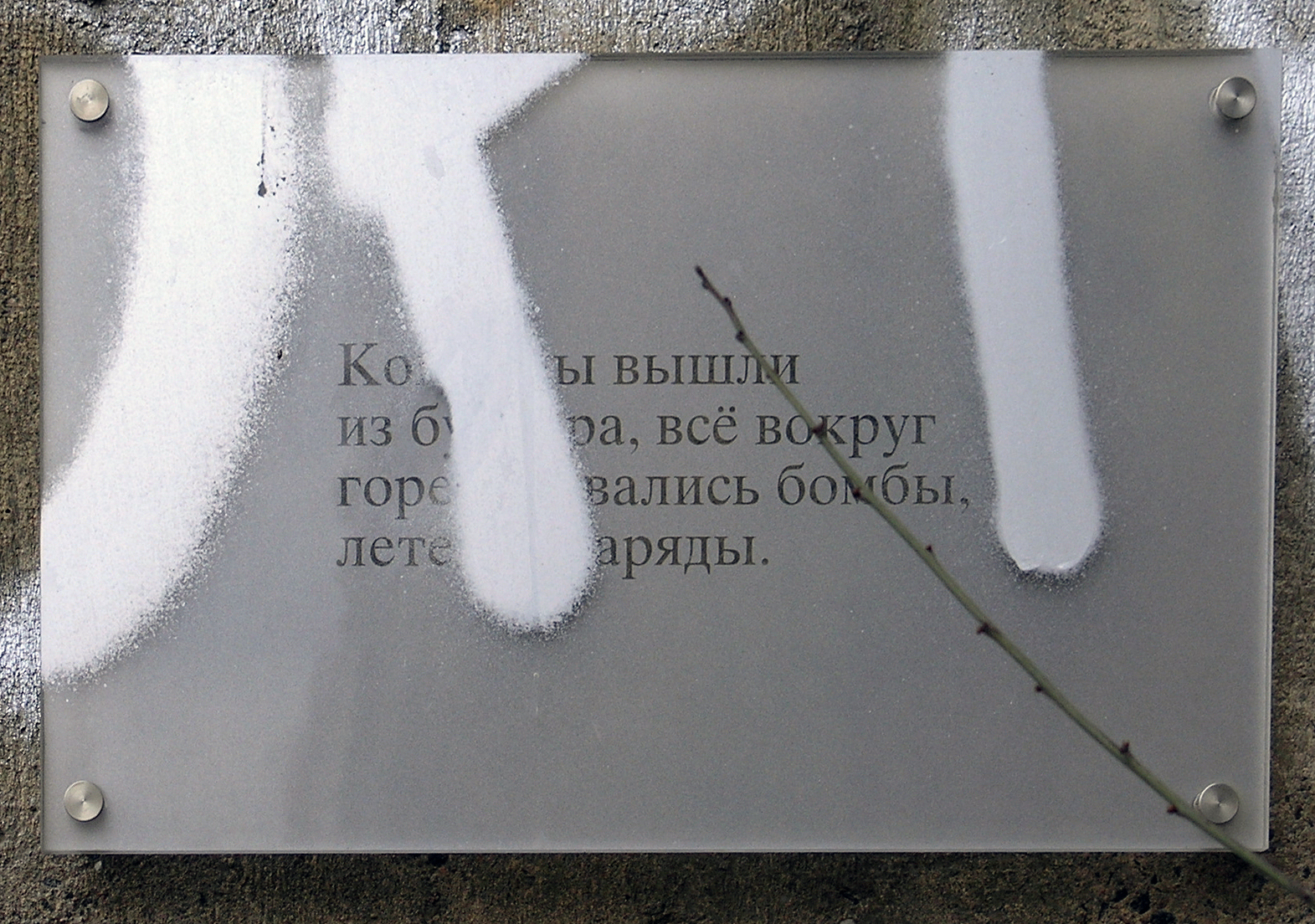
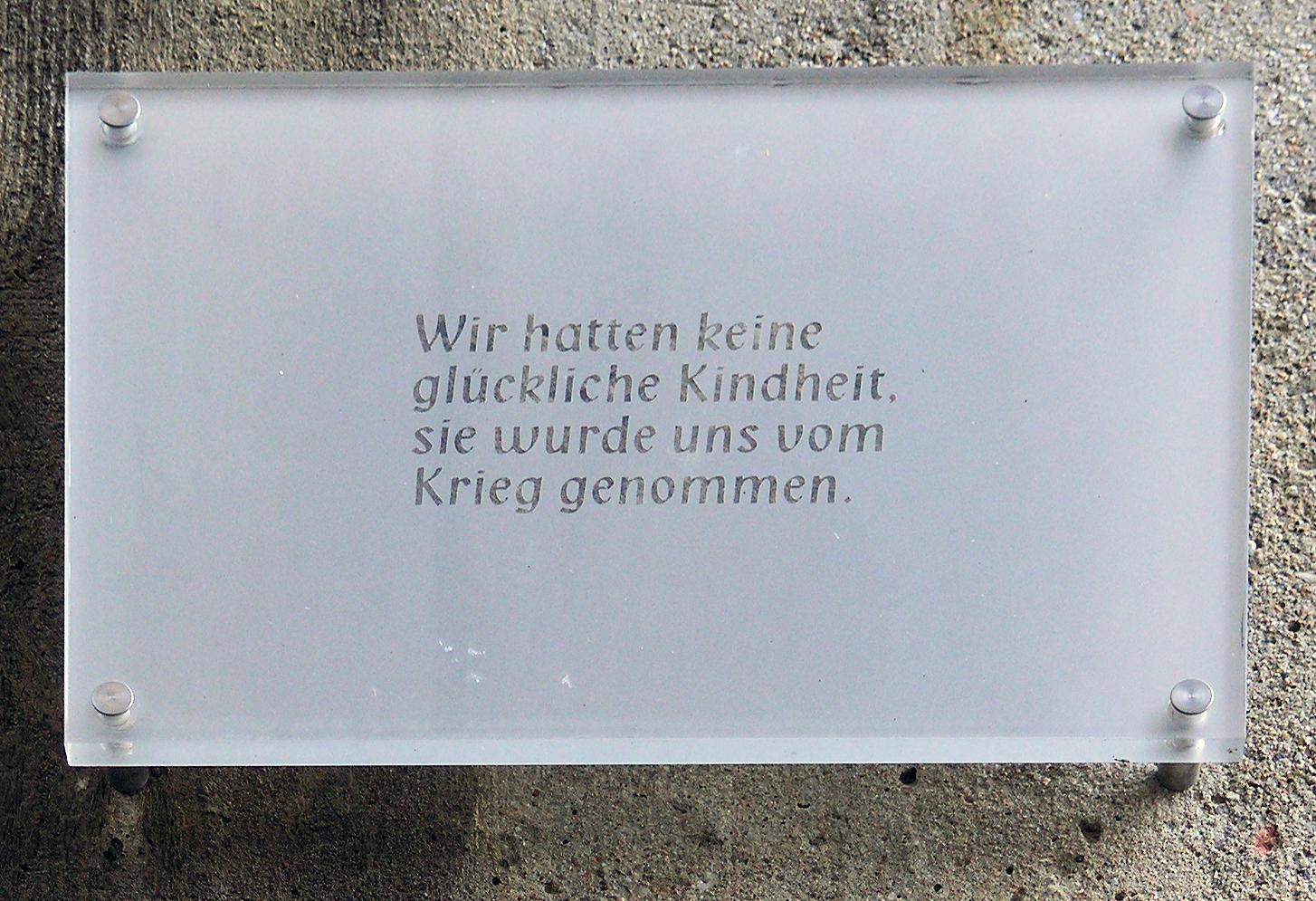
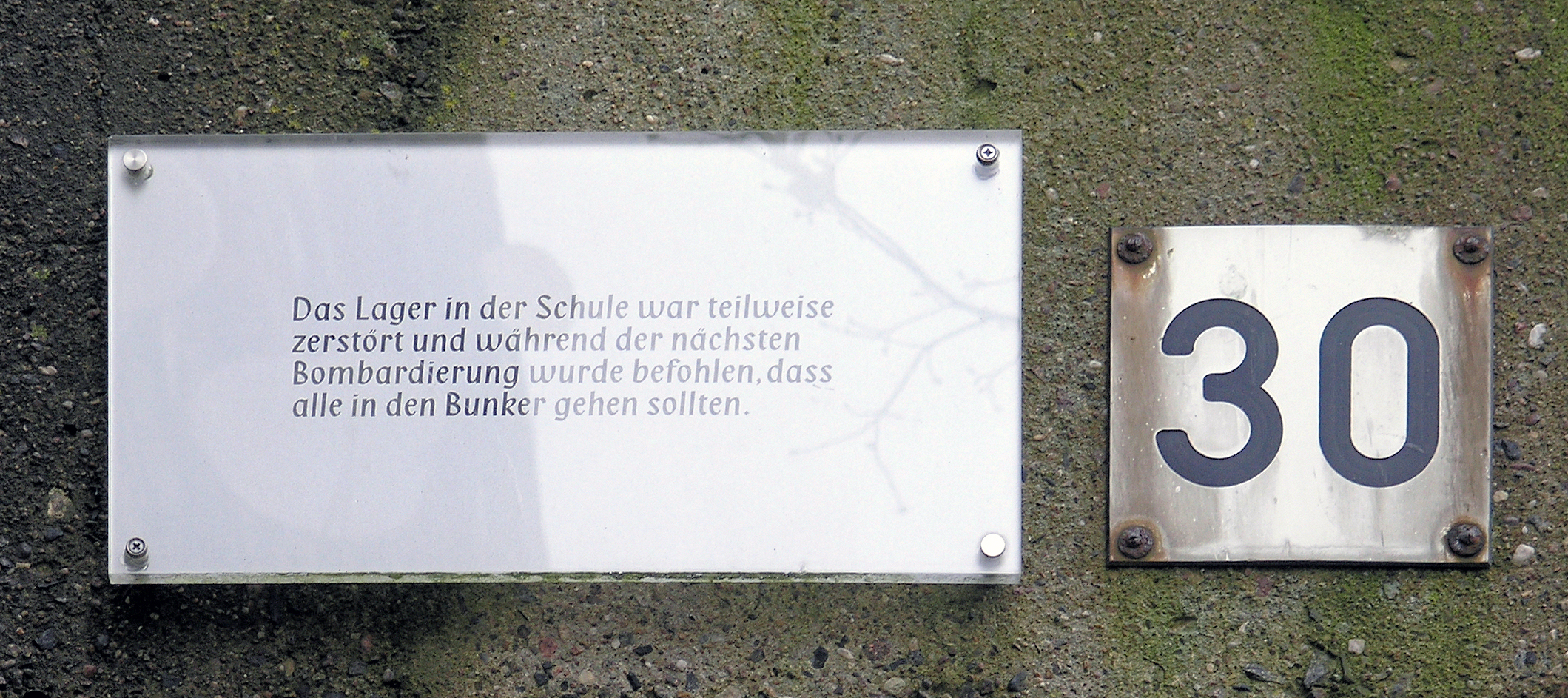
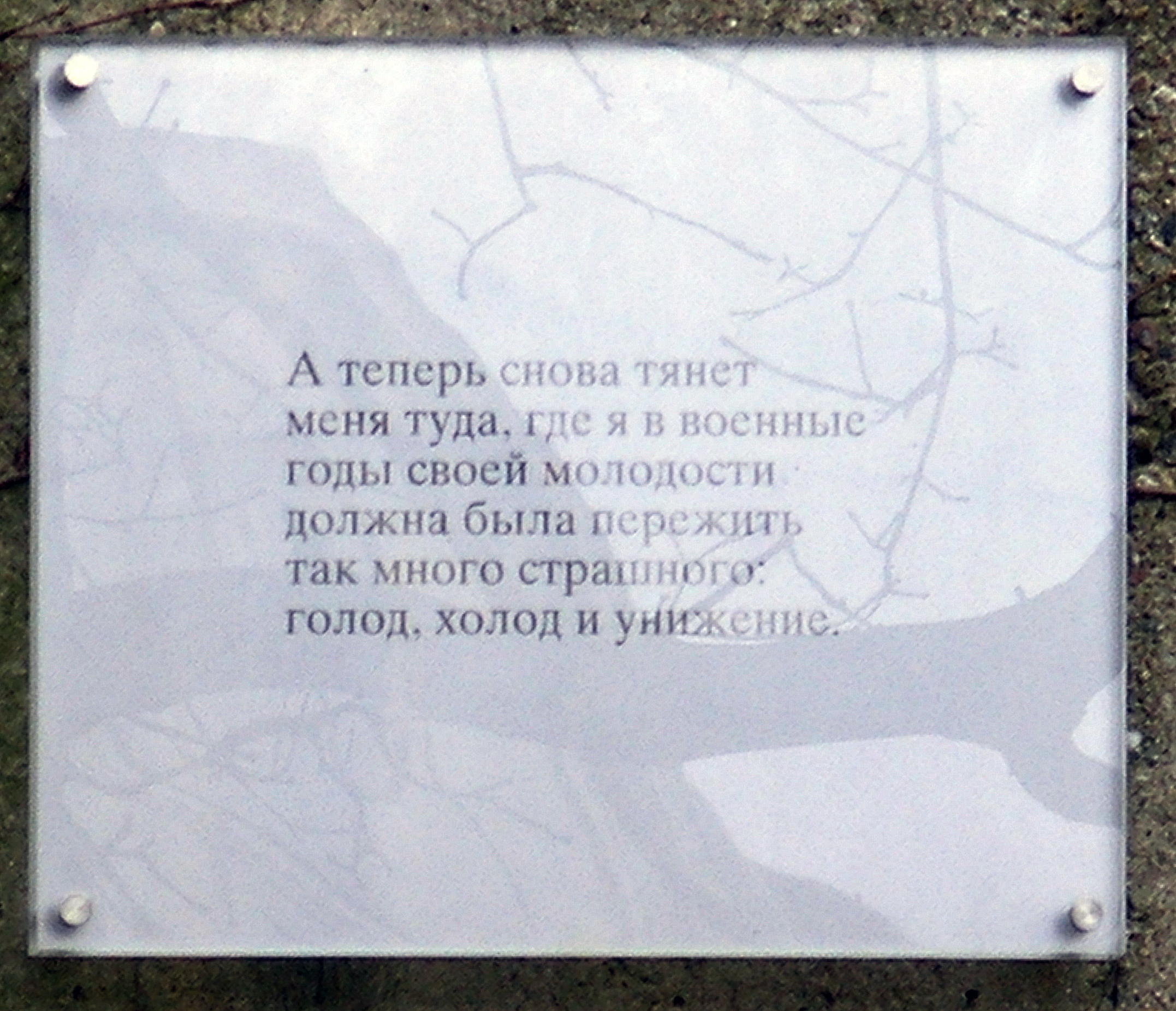
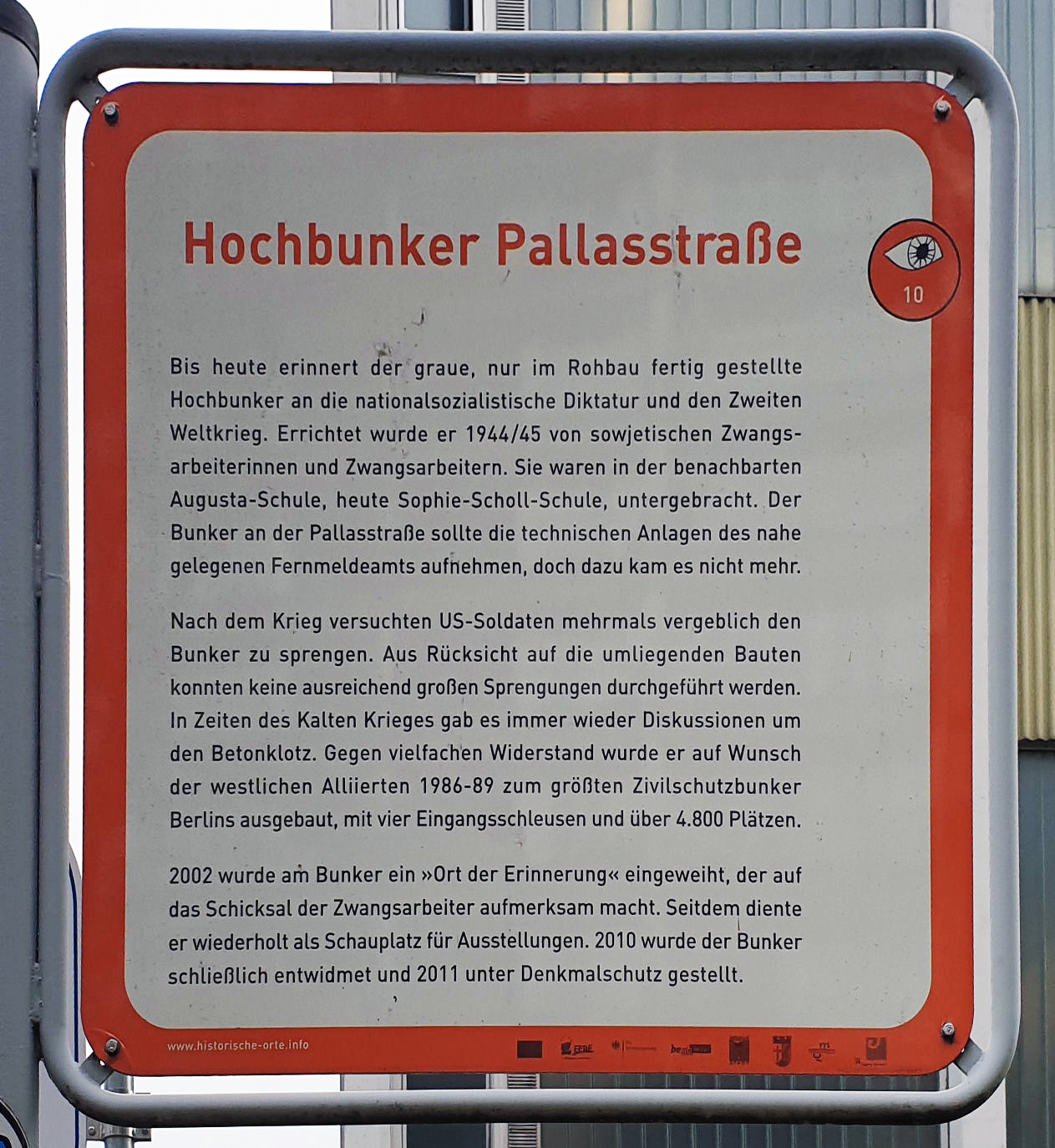
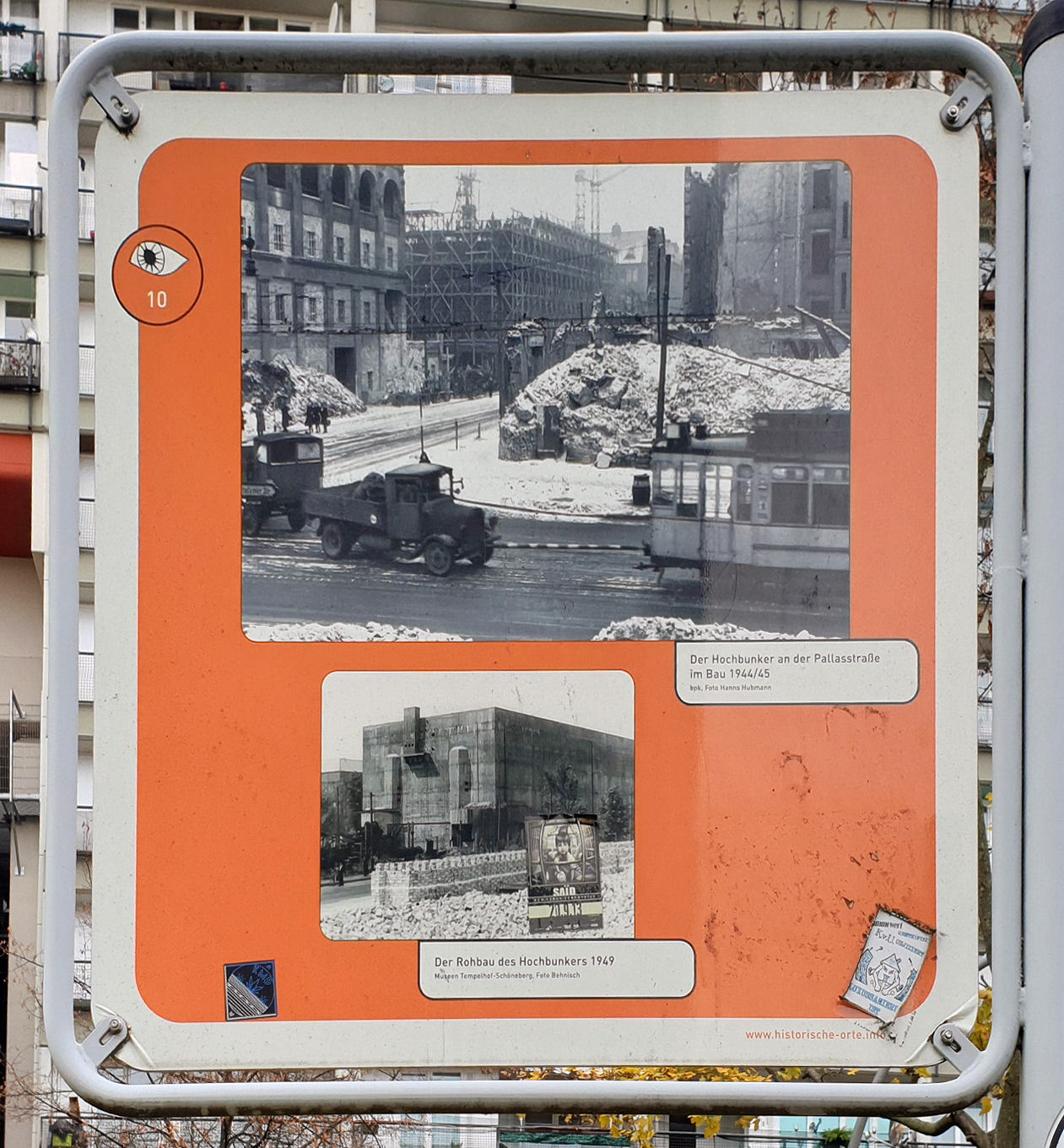